# 433
Năm 433 là một năm trong lịch Julius.

## Mất
Đáo Ngạn Chi